# Profesor titular de universidad
Un profesor titular de universidad, en el sistema universitario español y en algunos países de Hispanoamérica, es un profesor que tiene plena autonomía docente e investigadora. En la práctica, es un requisito para solicitar a la administración la financiación de proyectos de investigación y cierta libertad en el establecimiento de las materias que imparte. Los profesores titulares de universidad son funcionarios del estado.
Según la LOU, para acceder al empleo de titular de universidad hay que pasar previamente por un proceso de acreditación nacional por la Agencia Nacional de Evaluación de la Calidad y Acreditación (ANECA), que habilita al candidato a presentarse a plazas de titular en cualquier universidad española. Un requisito imprescindible para acceder al proceso de acreditación es ser doctor (haber realizado la tesis doctoral) en la materia correspondiente.
Ser titular de universidad es también requisito previo para acceder al proceso de acreditación para catedrático de universidad. En algunas universidades, además, se establecen proporciones obligatorias entre uno y otro; por ejemplo, no puede haber menos de cuatro titulares de universidad por cada catedrático. 
La diferencia entre un titular de universidad y un catedrático de escuela universitaria es prácticamente onomástica, ya que tienen la misma capacidad investigadora y capacidad docente.

### Distinción entre profesor titular y agregado
La denominación de las distintas categorías de profesor en las distintas legislaciones autonómicas en el marco del sistema universitario español ha generado cierta confusión en relación con las categorías reconocidas a nivel estatal. 
Así, por ejemplo, en el sistema universitario catalán el profesor agregado es una figura equivalente a profesor titular, siendo en ambos casos la categoría que se requiere ocupar paso previo para acceder a catedrático.
Sin embargo, se suele confundir al profesor agregado como categoría equivalente a profesor contratado doctor y, por el contrario, el profesor contratado doctor no es una categoría equivalente, sino que es inferior, a la categoría de profesor agregado en la legislación universitaria catalana. En la Exposición de Motivos de la Ley 1/2003, de 19 de febrero, de Universidades de Cataluña se dice a este respecto: "Debe destacarse que se regulan, por primera vez desde la Generalidad republicana, figuras de profesorado contratado con contrato laboral indefinido: la de catedrático, la de profesor agregado –ambas, dentro de la tipología de profesorado contratado doctor– y la de profesor colaborador permanente. Este profesorado es seleccionado directamente por las universidades y requiere una acreditación previa de investigación, en el caso de los profesores agregados y de los catedráticos...".

En el art. 46 de la ley catalana de universidades se comprueba claramente que la denominación profesor contratado doctor es una denominación genérica que abarca a los profesores catedráticos y agregados que tienen ambos carácter permanente, siendo el profesor agregado el paso previo a catedrático (no existe la denominación "profesor titular" que queda reemplazada por profesor agregado a todos los efectos) y que, en todo caso, exige una "probada capacidad docente e investigadora".
Artículo 46. Profesorado contratado doctor. El acceso a la universidad en la figura contractual de profesorado contratado doctor, con carácter permanente, puede hacerse en una de las categorías siguientes: a) Catedrático o catedrática, que supone una carrera docente e investigadora consolidada. b) Profesor o profesora agregado, que supone una probada capacidad docente e investigadora.     
De igual manera, en el sistema universitario vasco y, de acuerdo a la Ley del Sistema Universitario Vasco el profesor agregado es una figura equivalente a profesor titular, con equivalentes retribuciones, derechos y pruebas de acceso, siendo la categoría que se requiere ocupar como paso previo para acceder a la figura de profesor pleno (full professor), categoría del sistema universitario vasco equivalente a su vez a catedrático de universidad.
Artículo 20. Profesoras y profesores agregados.
1. Los candidatos y candidatas, para acceder a la condición de profesora o profesor agregado, habrán de acreditar las siguientes condiciones:
a) Estar en posesión del título de doctora o doctor.
b) Acreditar, al menos, tres años de actividad docente universitaria e investigadora.
c) Disponer de la evaluación positiva de la actividad docente e investigadora, que se fijará reglamentariamente por el Gobierno, acreditada con el informe de la Agencia de Evaluación de la Calidad y Acreditación del Sistema Universitario Vasco u organismo similar reconocido por la normativa vasca.
2. La prueba de acceso constará de tres fases. La primera consistirá en la presentación y discusión con la comisión de los méritos e historial académico, docente e investigador de la candidata o candidato, así como de su proyecto docente e investigador, que incluirá el programa de una de las materias o especialidades del área de conocimiento de que se trate. La segunda consistirá en la exposición y debate con la comisión de un tema del programa presentado por la candidata o candidato y elegido por éste, de entre tres sacados a sorteo. La tercera prueba consistirá en la exposición y debate con la comisión de un trabajo original de investigación.
3. Los contratos de esta categoría del profesorado tendrán duración indefinida.